# Ой сяду я під хатою…
«Ой сяду я під хатою…» — вірш Тараса Шевченка, написаний ним на засланні 1848 року, на Косаралі. 

## Написання
Зберіглося два чистових автографів вірша: у «Малій книжці»; у «Більшій книжці». Автографи не датовано.
Вірш датується за місцем автографа у «Малій книжці» серед творів 1848 оку. та часом зимівлі Аральська описова експедиція|Аральської описової експедиції в 1848 — 1849 роках на Косаралі, орієнтовно: кінець вересня — грудень 1848 року, Косарал.
Найраніший відомий текст — чистовий автограф у «Малій книжці», до якої вірш переписано під № 33 у сьомому зшитку за 1848 рік, орієнтовно наприкінці 1849-го чи на початку 1850 року (до арешту 23 квітня), з невідомого ранішого автографа. У 1858 році, не раніше 18 березня і не пізніше 22 липня, Шевченко переніс зі змінами в рядках 3 та 9 вірш з «Малої книжки» до «Більшої книжки». Після першого рядка він помилково переписав і потім закреслив варіант рядка 3 та першу букву рядка 4.

## Публікація
Вперше вірш надруковано у журналі «Основа» за 1862 рік (№ 1, стор. 4) зроблено за «Більшою книжкою».
Вперше введено до збірки творів у виданні: «Кобзарь Тараса Шевченка / Коштом Д. Е. Кожанчикова» 1867 року (СПб., стор. 471) і того ж року у виданні: «Поезії Тараса Шевченка» (Львів, том 1, стор. 247 — 248).
Відомі дослідникам списки вірша походять від публікації в «Основі» 1862 року (№ 1, стор. 4): у збірці «Сочинения Т. Г. Шевченка» (1862), у рукописних «Кобзарях» — 1865, переписаному Д. Демченком, та другої половини XIX століття тощо.

## Сюжет
Вірш — лірична мініатюра в народнопісенному дусі. За формою — це монолог матері, яка сумує за своєю виданою заміж дочкою.